# Wunschkind
Wunschkind (ted. Bambino del desiderio) è il quarto album del gruppo tedesco OOMPH!.

L'immagine in copertina, in bianco e nero, raffigura una bambina che è seduta sul letto ed è coperta solo dalle lenzuola. Il seno è coperto dal nome dell'album.

## Tracce
1. Born - Praised - Kissed
2. Wunschkind
3. You've Got It
4. Down In This Hole
5. Wälsungenblut
6. Krüppel
7. My Soubrette
8. Mind Over Matter
9. Filthy Playground
10. I.N.R.I.vs. JAHWE
11. Song For Whoever
12. Der Alptraum Der Kindheit